# Wasyl Zwarycz
Wasyl Bohdanowycz Zwarycz (ukr. Василь Богданович Зварич, ur. 27 stycznia 1977 w Stryju) – ukraiński dyplomata, ambasador Ukrainy w Polsce (2022–2024) i Czechach (od 2024).
Absolwent Lwowskiego Uniwersytetu Narodowego im. Iwana Franki. Zawodowo związany z ukraińską dyplomacją. Pełnił funkcję zastępcy dyrektora Departamentu Polityki Informacyjnej Ministerstwa Spraw Zagranicznych Ukrainy. Pracował również w ambasadach Ukrainy w Turcji i Stanach Zjednoczonych, był radcą Ambasady Ukrainy w Polsce.
8 lutego 2022 roku został mianowany ambasadorem nadzwyczajnym i pełnomocnym Ukrainy w Polsce. 
Z powodu wybuchu wojny nie podjął wówczas obowiązków, a dopiero w czerwcu 2022 przybył do Polski.
Żonaty, ma dwóch synów i córkę.

## Odznaczenia
- Order „Za zasługi” III klasy (2025)[8]
- Krzyż Komadorski z Gwiazdą Orderu Zasługi RP (Polska, 2024)[9][10]